# Gare de Saint-Pierre-d'Albigny
Pour les articles homonymes, voir Gare de Saint-Pierre.
La gare de Saint-Pierre-d'Albigny  est une gare ferroviaire française des lignes de Culoz à Modane (surnommée « ligne de la Maurienne ») et de Saint-Pierre-d'Albigny à Bourg-Saint-Maurice (surnommée « ligne de la Tarentaise »). Elle est située sur le territoire de la commune de Saint-Pierre-d'Albigny, dans le département de la Savoie, en région Auvergne-Rhône-Alpes.
C'est une gare de la Société nationale des chemins de fer français (SNCF), desservie par des trains express régionaux TER Auvergne-Rhône-Alpes.

## Situation ferroviaire

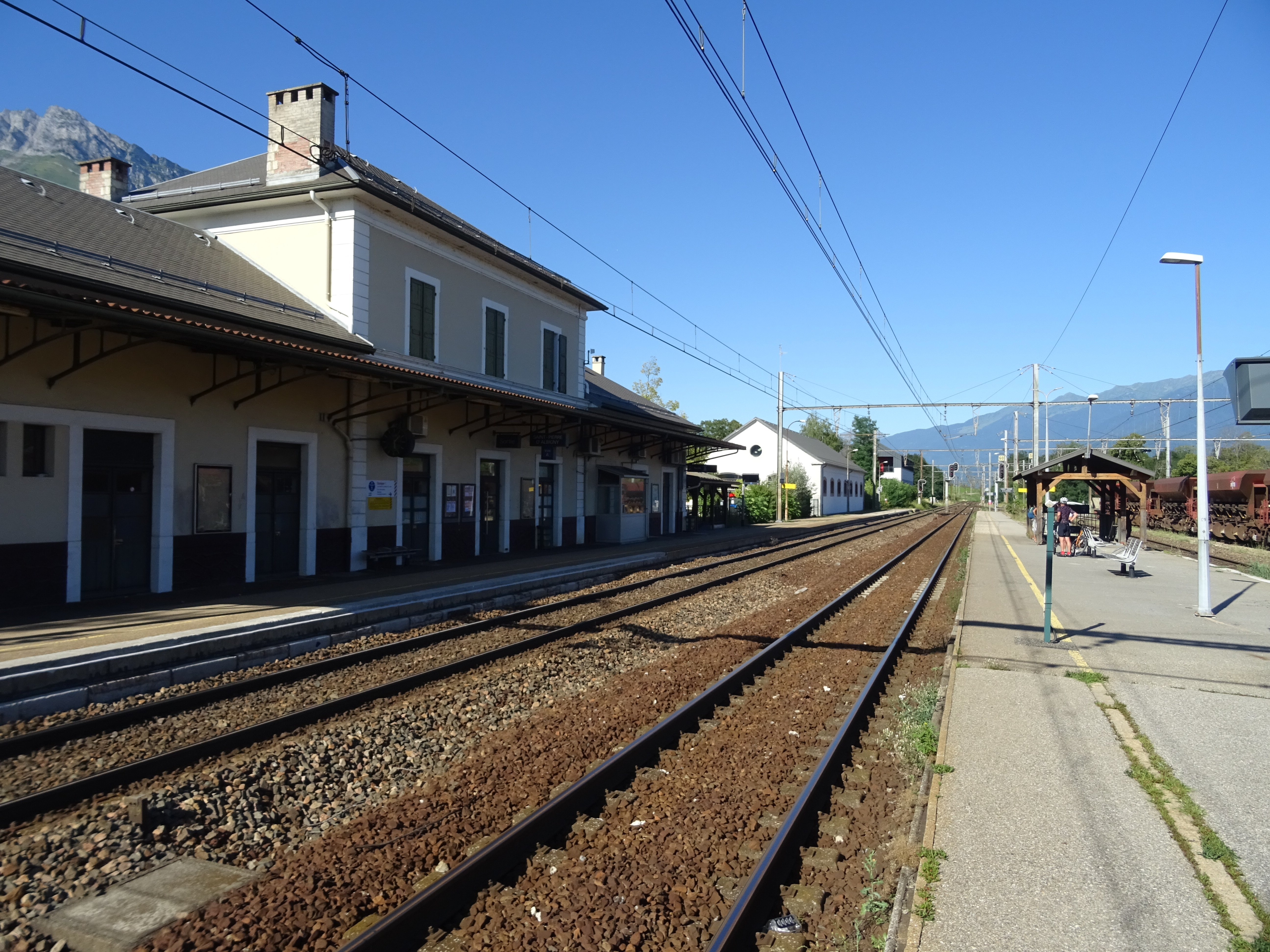
Vue d'ensemble des voies A et B en direction de Modane depuis le quai central.

Établie à 294 mètres d'altitude, la gare de bifurcation de Saint-Pierre d'Albigny est située au point kilométrique (PK) 162,381 de la ligne de Culoz à Modane (frontière) (dite aussi ligne de la Maurienne), entre les gares ouvertes de Montmélian et de Chamousset. Elle est aussi l'origine de la Saint-Pierre-d'Albigny à Bourg-Saint-Maurice (surnommée ligne de La Tarentaise), avant la gare de Grésy-sur-Isère.
Elle est dotée de trois voies entourées de deux quais dont un latéral et un central. On trouve également un faisceau de voies de service à l'opposé du bâtiment voyageurs.

## Histoire
La première gare de Saint-Pierre-d'Albigny est ouverte en 1857 par la Compagnie du chemin de fer Victor-Emmanuel. Celle-ci est alors située sur le tronçon d'origine de la future ligne de la Maurienne, en rive gauche de l'Isère sur le territoire de la commune voisine de Châteauneuf, en face du pont de bois permettant de traverser la rivière entre les deux villages, à environ 3 km de Saint-Pierre-d'Albigny. La gare, qui comportait alors un bâtiment voyageurs, une voie d'évitement et une voie de débord, est fermée et abandonnée après la concession de la ligne à la Compagnie des chemins de fer de Paris à Lyon et à la Méditerranée (PLM) en 1867 et détruite par la suite.
Dix années plus tard, décision est prise d'abandonner le tracé de la ligne de la Maurienne par la rive gauche de l'Isère en faveur de la rive droite, par Cruet et Saint-Jean-de-la-Porte. Ce nouveau tracé est réalisé en 1876 et conduit à la création d'une nouvelle gare située cette fois au pied de Saint-Pierre-d'Albigny. Dans le même temps débutent les travaux de construction de la ligne en direction d'Albertville, la nouvelle gare de Saint-Pierre-d'Albigny devenant gare de bifurcation.

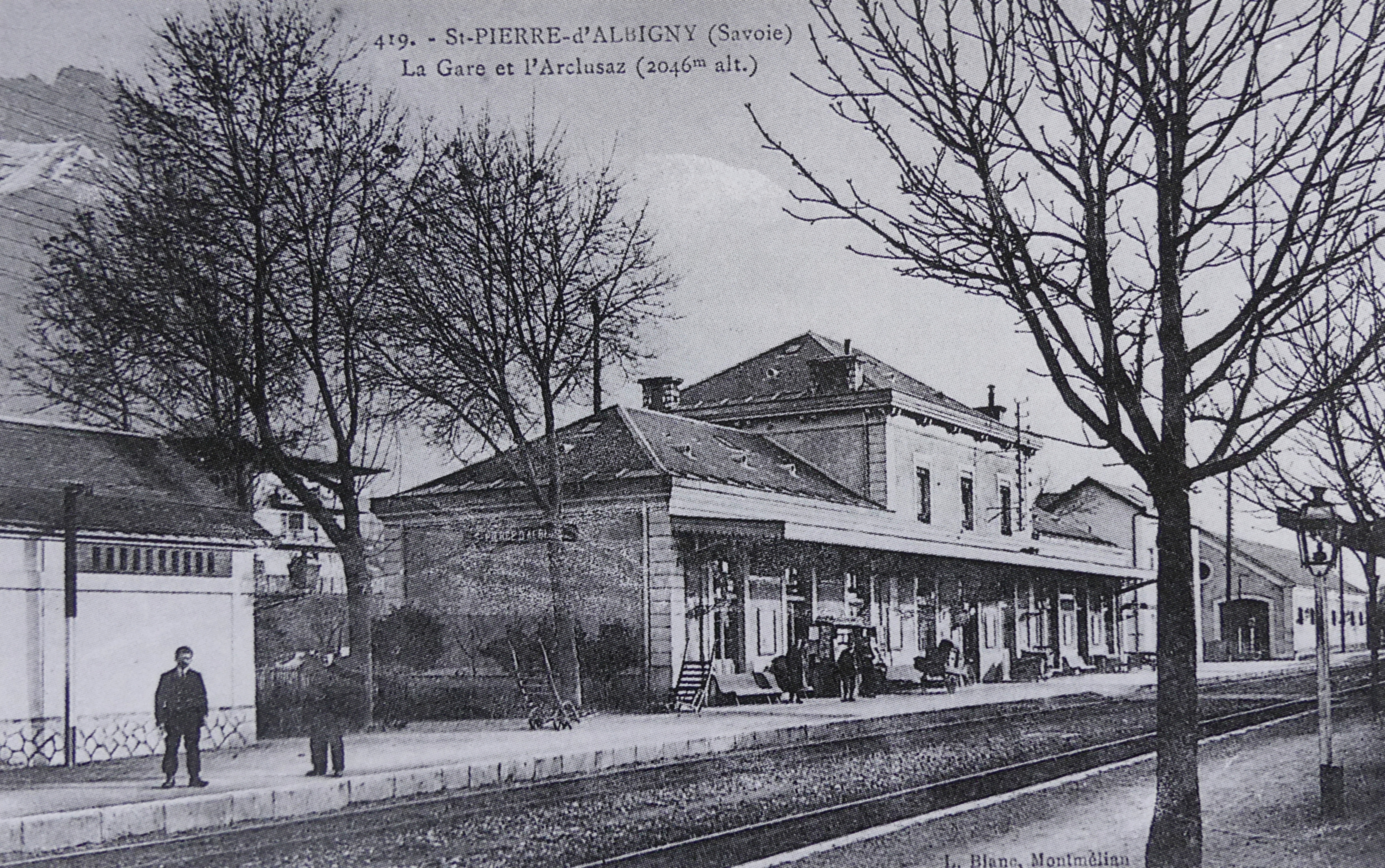
La gare après 1912.

Divers aménagements ont lieu au début du XXe siècle. Ainsi, comme les autres gares de bifurcation de la compagnie du PLM, celle de Saint-Pierre-d'Albigny est équipée en 1899 d'un « abri parapluie » sur son quai central. Puis en 1903, la gare voit l'installation d'une buvette, à laquelle un étage est ajouté en 1912 tandis qu'une bibliothèque est installée sur le quai 1.
Les appareils de signalisation de la gare sont transférés dans le bâtiment-voyageurs en 1962 rendant dès lors le poste d'aiguillage de la gare inutilisé, tout comme le deviennent les remises à voitures et à locomotives. Au droit de la gare, alors que la buvette est démolie, la remise à voitures est restaurée et transformée en pépinière d'entreprises en 2017 sous la dénomination d'« Atelier des Quais ».
L'abri métallique de 1899 est, pour sa part, démoli en 2018.

## Service des voyageurs

### Accueil
La gare SNCF dispose d'un bâtiment voyageurs sans guichet . Elle est notamment équipée d'une salle d'attente et d'un automate pour l'achat de titres de transport TER. Un distributeur de boissons est installé dans le hall.
Un passage souterrain permet la traversée des voies et le passage d'un quai à l'autre.

### Desserte
La gare de Saint-Pierre-d'Albigny est desservie par des trains TER Auvergne-Rhône-Alpes sur les relations:
- Aix-les-Bains-Le Revard ↔ Chambéry - Challes-les-Eaux ↔ Albertville ↔ Moûtiers - Salins - Brides-les-Bains ↔ Bourg-Saint-Maurice
- Chambéry - Challes-les-Eaux ↔ Saint-Jean de Maurienne - Vallée de l'Arvan ↔ Modane
- Lyon-Part-Dieu ↔ Chambéry - Challes-les-Eaux ↔ Albertville ↔ Moûtiers - Salins - Brides-les-Bains ↔ Bourg-Saint-Maurice (uniquement les samedis en saison hivernale)[9]

### Intermodalité
Un parc pour les vélos et un parking pour les véhicules sont aménagés.

## Galerie de photographies

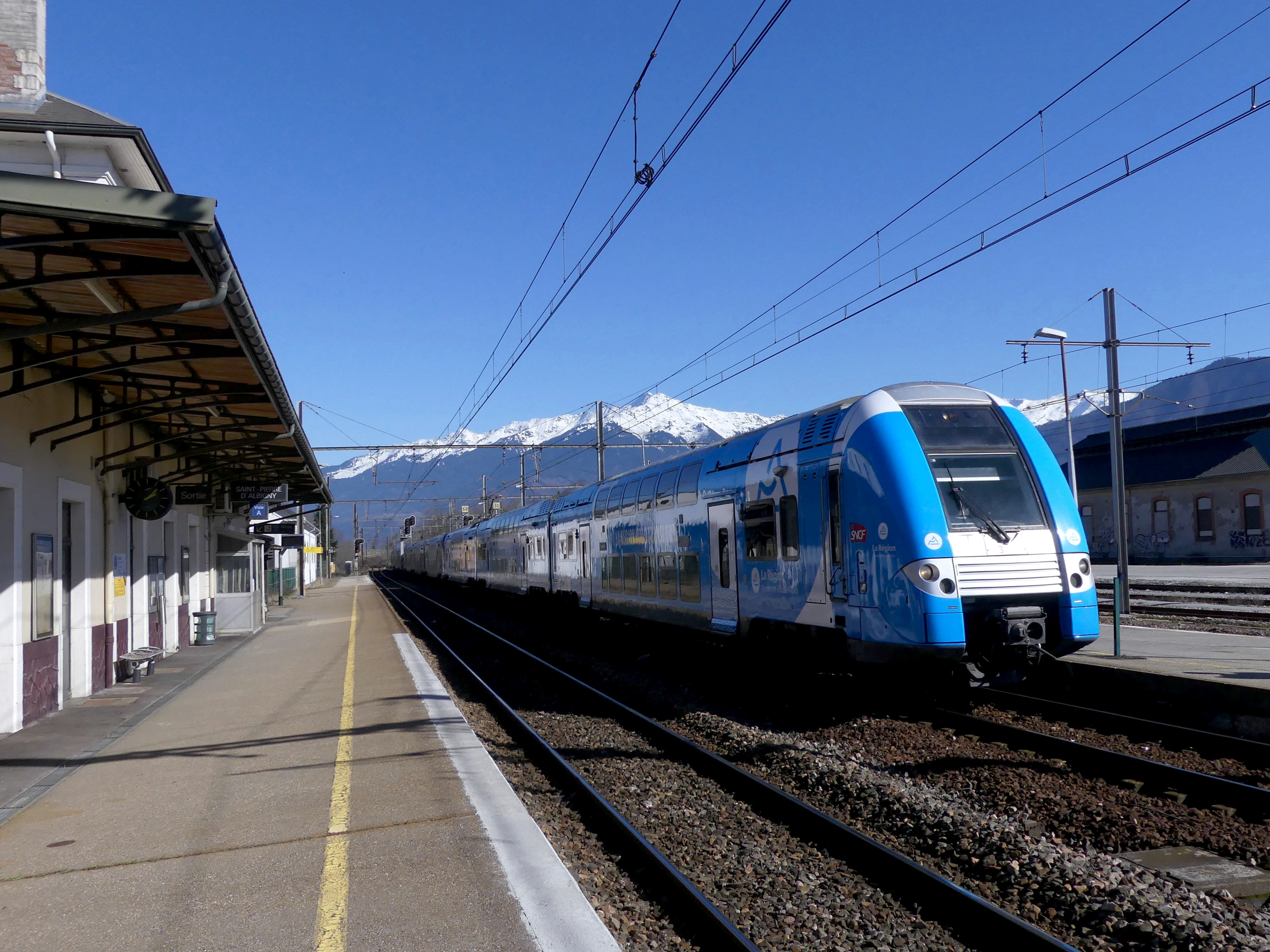
TER Bourg-St-Maurice-Lyon à St-Pierre-d'Albigny.
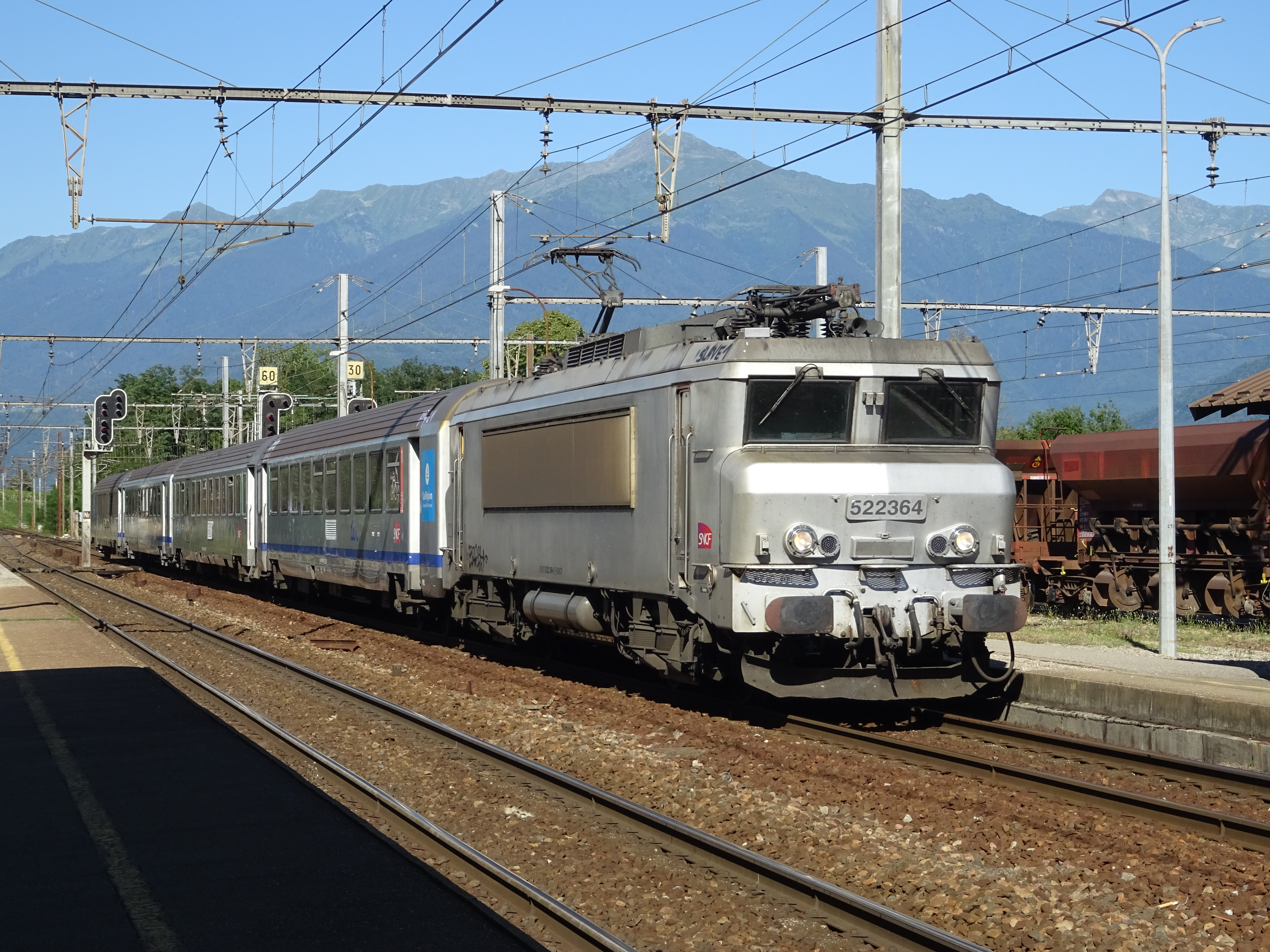
Locomotive BB 22200 en livrée grise tractant un TER Auvergne-Rhône-Alpes reliant Modane à Chambéry.
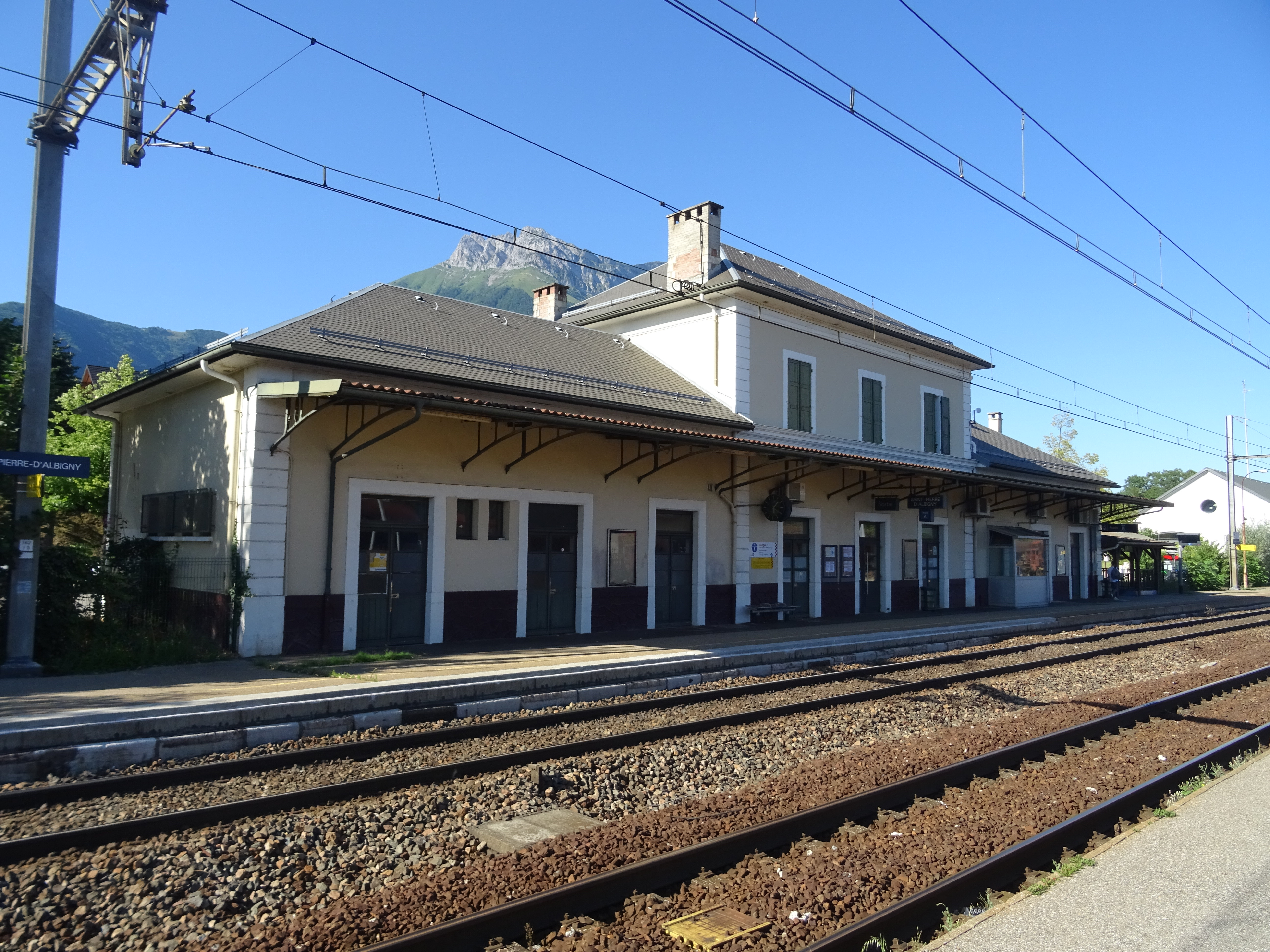
Le bâtiment voyageurs vu depuis le quai de la voie B.
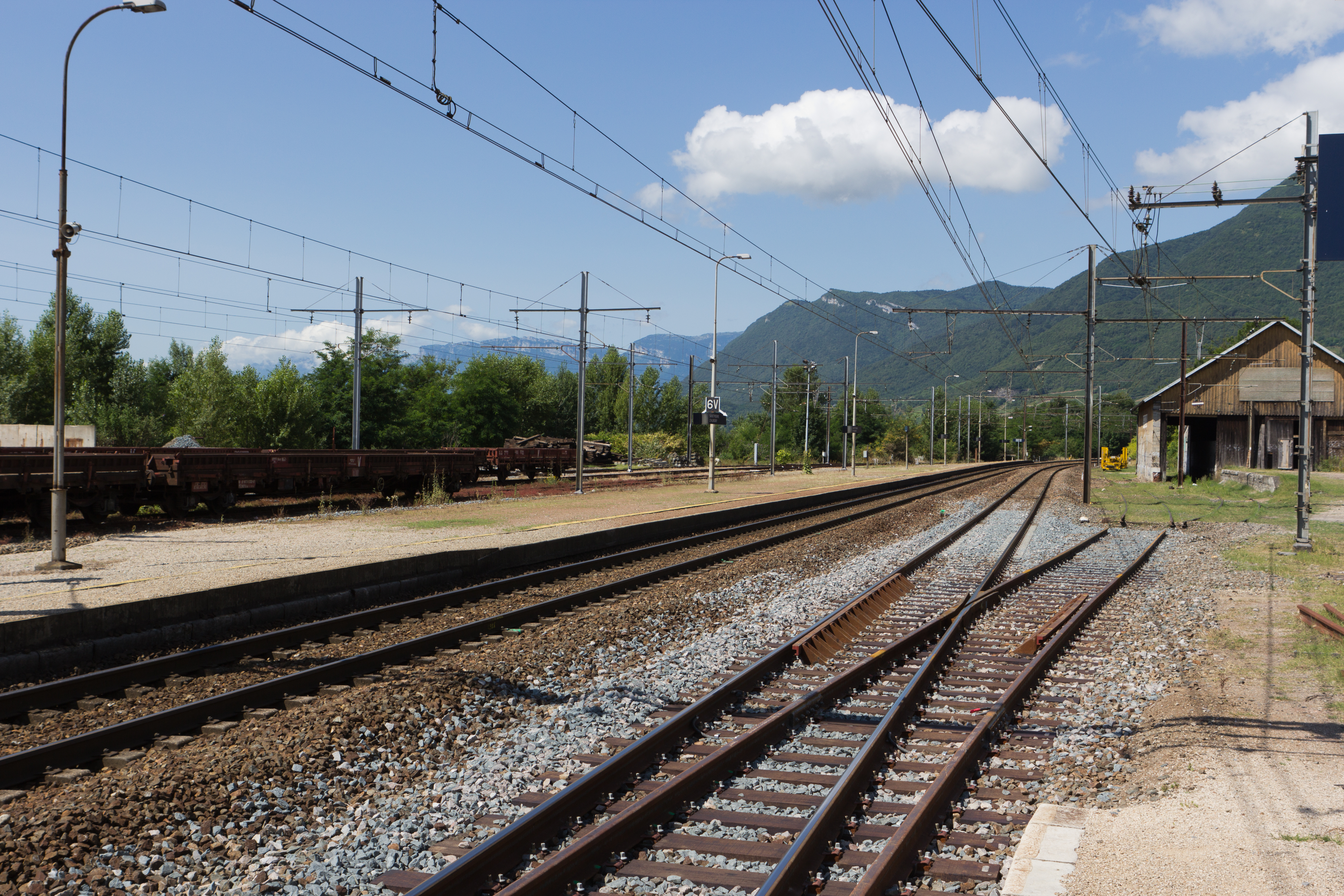
Vue de la gare en direction de Chambéry - Challes-les-Eaux.
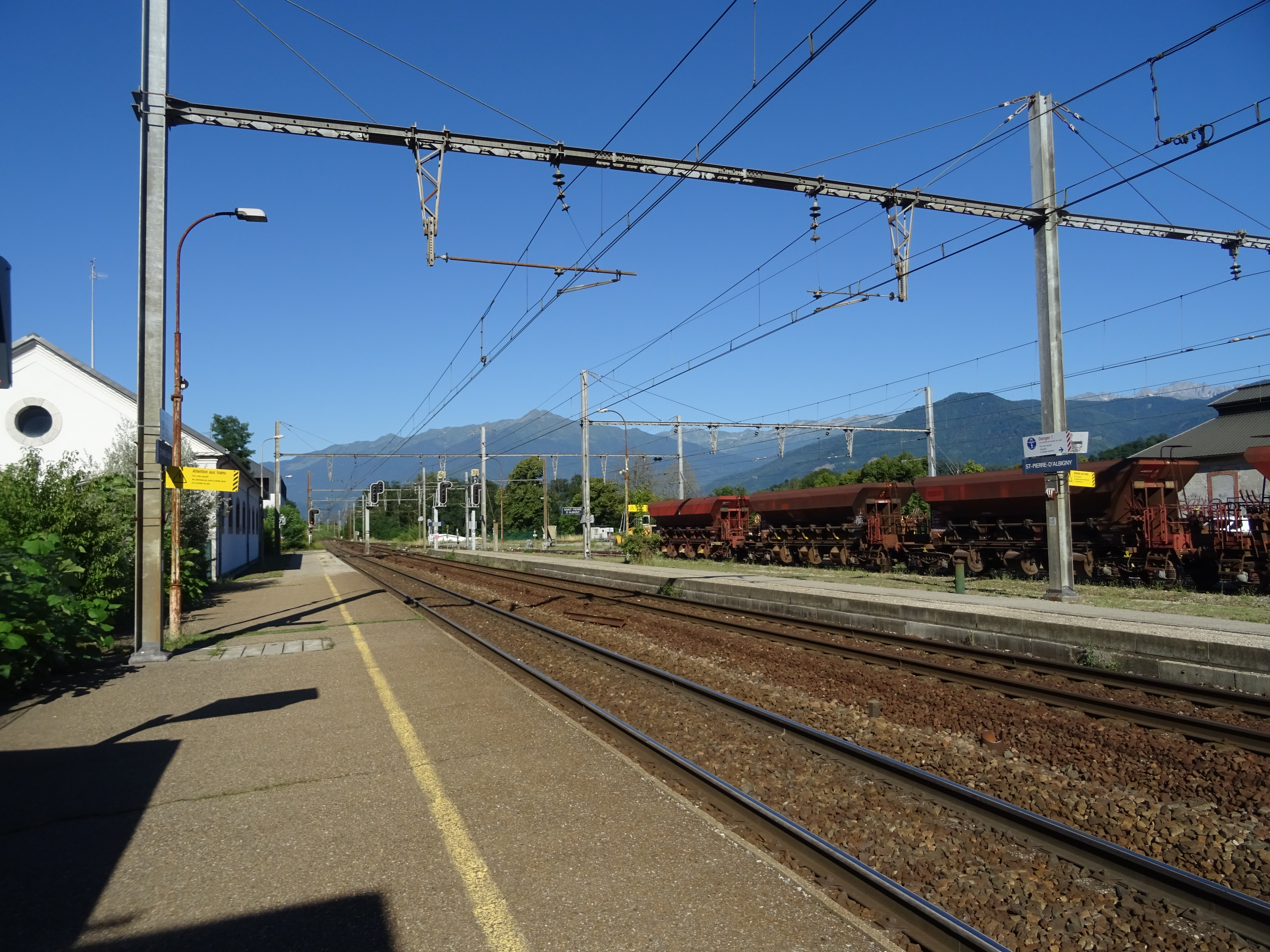
Vue de la gare en direction de Modane.